# 三菱・エンデバー
エンデバー（Endeavor）は、三菱自動車が生産販売していたミッドサイズクロスオーバーSUVである。
9代目ギャランをベースとする北米専売車で、モンテロスポーツの後継車種である。
製造は米国・イリノイ州のミツビシ・モーターズ・ノース・アメリカ・インク(MMNA)で行われる。

## 概要
シャーシ・ボディ
- 軽量・高剛性なPSプラットフォームを採用している。
- 最低地上高は、本格クロスカントリー4WD車並の210mmに設定し、また前後バンパー並びにサイドシル最底面の地上高を310mmと高めに確保している。

エンジン
- エンジンは、6G75 V型6気筒SOHC24バルブ3,828ccを搭載している。

サスペンション
- サスペンションは、フロントにマクファーソンストラット式、リヤにマルチリンク式を採用したことにより乗り心地と走破性に優れ、同クラスの乗用車並に優れた乗り心地を達成した。

四輪駆動システム
- FFと4WDを設定。
- 4WDには、「ランサーエボリューション」シリーズなどの高性能4WD車で信頼と実績を誇るビスカスLSD付センターデフ式フルタイム4WDを採用した。

## 自動車衝突安全テスト
| 機関 | 国       | 試験年 | 評価                                                                                          | 備考                                   |
| ---- | -------- | ------ | --------------------------------------------------------------------------------------------- | -------------------------------------- |
| IIHS | アメリカ | 2004年 | ・オーバーラップテスト「優」 ・ルーフ強度「可」 ・ヘッドレスト＆シート「不可」                | 評価は上から「優」「良」「可」「不可」 |
| IIHS | アメリカ | 2005年 | ・オーバーラップテスト「優」 ・ルーフ強度「可」 ・ヘッドレスト＆シート「不可」                | 評価は上から「優」「良」「可」「不可」 |
| IIHS | アメリカ | 2006年 | ・オーバーラップテスト「優」 ・ルーフ強度「可」 ・ヘッドレスト＆シート「不可」                | 評価は上から「優」「良」「可」「不可」 |
| IIHS | アメリカ | 2007年 | ・オーバーラップテスト「優」 ・サイド「優」 ・ルーフ強度「可」 ・ヘッドレスト＆シート「不可」 | 評価は上から「優」「良」「可」「不可」 |
| IIHS | アメリカ | 2008年 | ・オーバーラップテスト「優」 ・サイド「優」 ・ルーフ強度「可」 ・ヘッドレスト＆シート「不可」 | 評価は上から「優」「良」「可」「不可」 |
| IIHS | アメリカ | 2009年 | ・オーバーラップテスト「優」 ・サイド「優」 ・ルーフ強度「可」                                | 評価は上から「優」「良」「可」「不可」 |
| IIHS | アメリカ | 2010年 | ・オーバーラップテスト「優」 ・サイド「優」 ・ルーフ強度「可」 ・ヘッドレスト＆シート「可」   | 評価は上から「優」「良」「可」「不可」 |
| IIHS | アメリカ | 2011年 | ・オーバーラップテスト「優」 ・サイド「優」 ・ルーフ強度「可」 ・ヘッドレスト＆シート「可」   | 評価は上から「優」「良」「可」「不可」 |

## 歴史
1999年
- 北米国際オートショーにコンセプトカーSSU出展。

2003年3月
- 販売開始。

2005年
- マイナーチェンジ。（中期型へ進化）

2009年夏
- 2度目のマイナーチェンジ。（後期型へ進化、最終マイナーチェンジ）

2011年4月25日
- 同年8月に生産終了することを発表。

2011年8月
- 生産終了、以降在庫車のみの販売。

2012年
- 販売終了。

## 年間生産と販売
| 年   | 製造   | 販売 (米国のみ) |
| ---- | ------ | --------------- |
| 2002 | 10     | -               |
| 2003 | 48,987 | 39,181          |
| 2004 | 19,448 | 20,920          |
| 2005 | 22,403 | 18,568          |
| 2006 | 18,097 | 14,043          |
| 2007 | 13,465 | 10,669          |
| 2008 | 2,316  | 4,342           |
| 2009 | 5,401  | 4,057           |
| 2010 | 6,444  | 4,433           |
| 2011 | 8,607  | 8,324           |
| 2012 | -      | 255             |

(sources: Facts & Figures 2005, Facts & Figures 2008, Facts & Figures 2011, Facts & Figures 2013, Mitsubishi Motors website)